# Daniel J. Travanti
Danielo Giovanni Travanti (Kenosha, Wisconsin, 7 maart 1940) is een Amerikaans acteur van Italiaans-Amerikaanse afkomst.
Travanti speelde al vanaf 1964 rollen in televisiefilms en -series zoals Perry Mason, The Man from U.N.C.L.E., Flipper, Mission: Impossible, Gunsmoke en Kojak voordat hij in 1981 werd gecast voor de rol van kapitein Francis (Frank) X. Furillo in de televisieserie Hill Street Blues. Aan deze rol heeft hij twee Emmy Awards te danken.
Alhoewel Travanti na deze rol nog in diverse andere series en films speelde, evenaarde hij nooit dat succes.

## Filmografie
- Little Moon of Alban (Televisiefilm, 1958) - Brits soldaat
- Route 66 Televisieserie - Marty Johnson (Afl., Child of a Night, 1964)
- Little Moon of Alban (II) (Televisiefilm, 1964) - Brits soldaat
- East Side/West Side Televisieserie - Paul Jerome (Afl., The Name of the Game, 1964)
- The Patty Duke Show Televisieserie - Moose (Afl., Block That Statue, 1964)
- The Reporter Televisieserie - Cutler (Afl., Murder by Scandal, 1964)
- The Nurses Televisieserie - Dr. Van Houten (Afl., Where Park Runs Into Vreeland, 1964)
- The Defenders Televisieserie - Detective Russo (Afl., The Siege, 1964)
- The Nurses Televisieserie - Patrouilleman Sanders (Afl., The Witnesses, 1965)
- Who Killed Teddy Bear (1965) - Carlo
- Gidget Televisieserie - Tom Brighton (Afl., Now There's a Face, 1965)
- The Man from U.N.C.L.E. Televisieserie - Luca (Afl., The Deadly Goddess Affair, 1966)
- Perry Mason Televisieserie - Barney Austin (Afl., The Case of the Midnight Howler, 1966)
- Flipper Televisieserie - Commandant Willard (Afl., Flipper Joins the Navy: Part 1 & 2, 1966)
- Love on a Rooftop Televisieserie - Paul (Afl., One Picture Is Worth..., 1966)
- Shane Televisieserie - Grant (Afl., The Day the Wolf Laughed, 1966)
- Coronet Blue Televisieserie - Raffie (Afl., Tomoyo, 1967)
- Captain Nice Televisieserie - Lenny (Afl., The Man with Three Blue Eyes, 1967)
- Judd for the Defense Televisieserie - Don Oliver (Afl., A Civil Case of Murder, 1967)
- Lost in Space Televisieserie - Ruimtehippie (Afl., Collision of the Planets, 1967)
- The Second Hundred Years Televisieserie - Sears (Afl., The House That Needed a Carpenter, 1968)
- Premiere Televisieserie - John Hinderson (Afl., Call to Danger, 1968)
- Call to Danger (Televisiefilm, 1968) - John Henderson
- The F.B.I. Televisieserie - Roy Donald Blake (Afl., Death of a Fixer, 1968)
- Here Come the Brides Televisieserie - Sullivan (Afl., A Jew Named Sullivan, 1968)
- Lancer Televisieserie - Dan Cassidy (Afl., The Escape, 1968)
- The Mod Squad Televisieserie - Milo (Afl., Child of Sorrow, Child of Light, 1969)
- The Mod Squad Televisieserie - George (Afl., Willie Poor Boy, 1969)
- Bracken's World Televisieserie - Wurger (Afl., A Perfect Piece of Casting, 1970)
- The Love War (Televisiefilm, 1970) - Ted
- The Most Deadly Game Televisieserie - Roland King (Afl., War Games, 1970)
- The Silent Force Televisieserie - Rol onbekend (Afl., The Octopus, 1970)
- The F.B.I. Televisieserie - Billy Jack Lyle (Afl., The Diamond Millstone, 1970)
- Medical Center Televisieserie - Dr. Fredericks (Afl., The Savage Image, 1970)
- The Mod Squad Televisieserie - Rol onbekend (Afl., A Bummer for R.J., 1971)
- Storefront Lawyers Televisieserie - Joe Burland (Afl., The Climate of Doubt, 1971)
- The Interns Televisieserie - Harry Random (Afl., The Choice, 1971)
- The Organization (1971) - Sergeant Chassman
- Mannix Televisieserie - Tom Stabler (Afl., Murder Times Three, 1971)
- Cannon Televisieserie - L.K. Ferris (Afl., Devil's Playground, 1972)
- The Man and the City Televisieserie - Rol onbekend (Afl., Diagnosis: Corruption, 1972)
- Mission: Impossible Televisieserie - Tony Gadsen (Afl., Image, 1972)
- The F.B.I. Televisieserie - Harry Cando (Afl., The Franklin Papers, 1972)
- Love Story Televisieserie - Frank (Afl., Joie, 1973)
- Barnaby Jones Televisieserie - Lon Stevens (Afl., Echo of a Murder, 1973)
- The Bob Newhart Show Televisieserie - Mr. Gianelli (Afl., The Battle of the Groups, 1974)
- Gunsmoke Televisieserie - Aaron Barker (Afl., Like Old Times, 1974)
- Gunsmoke Televisieserie - Carl (Afl., The Colonel, 1974)
- Kojak Televisieserie - Luitenant Charles 'Chuck' Danena (Afl., A Souvenir from Atlantic City, 1974)
- Phyllis Televisieserie - Brad (Afl., The First Date, 1975)
- Barnaby Jones Televisieserie - Lloyd Kilgore (Afl., Theater of Fear, 1975)
- Kojak Televisieserie - Kapitein Badaduchi (Afl., A Grave Too Soon, 1976)
- St. Ives (1976) - Johnny Parisi
- Barnaby Jones Televisieserie - Fred Bender (Afl., Sins of Thy Father, 1976)
- Family Televisieserie - Benjamin Maxwell (Afl., ...More Things in Heaven and Earth, 1977)
- Greatest Heroes of the Bible Televisieserie - Shammah (Afl., David and Goliath, 1978)
- Hart to Hart Televisieserie - Edgar (Afl., Max in Love, 1979)
- General Hospital Televisieserie - Spence Andrews (Afl. onbekend, 1979)
- Knots Landing Televisieserie - Luitenant Steinmetz (Afl., The Constant Companion, 1980)
- It's My Turn (1980) - Interviewer (Niet op aftiteling)
- Saturday Night Live Televisieserie - Presentator (Afl., Daniel J. Travanti/John Cougar, 1982)
- A Case of Libel (Televisiefilm, 1983) - Boyd Bendix
- Adam (Televisiefilm, 1983) - John Walsh
- Qualcosa di biondo (1984) - David Ackermann
- Murrow (Televisiefilm, 1986) - Edward R. Murrow
- Adam: His Song Continues (Televisiefilm, 1986) - John Walsh
- Hill Street Blues Televisieserie - Kapitein Frank Furillo (144 afl., 1981-1987)
- Midnight Crossing (1988) - Morely Barton
- I Never Sang for My Father (Televisiefilm, 1988) - Gene Garrison
- Fellow Traveller (Televisiefilm, 1989) - Jerry Leavy
- Millennium (1989) - Dr. Arnold Mayer
- Howard Beach: Making a Case for Murder (Televisiefilm, 1989) - Joe Hynes
- Megaville (1990) - Duprell
- I Remember You (Televisiefilm, 1991) - Rol onbekend
- Tagget (Televisiefilm, 1991) - John Tagget
- Eyes of a Witness (Televisiefilm, 1991) - Roy Baxter
- The Christmas Stallion (Televisiefilm, 1992) - Alan
- Hello Stranger (1992) - Rol onbekend
- Weep No More, My Lady (Televisiefilm, 1992) - Ted
- Trial and Error (Televisiefilm, 1992) - Presentator
- Skin (1992) - Rol onbekend
- In the Shadows, Someone's Watching (Televisiefilm, 1993) - Drum London
- My Name Is Kate (Televisiefilm, 1994) - Hal Bannister
- Missing Persons Televisieserie - Lt. Ray McAuliffe (17 afl., 1993-1994)
- The Wasp Woman (Televisiefilm, 1995) - Dr. Zinthorp
- Just Cause (1995) - Gevangenisdirecteur
- The Outer Limits Televisieserie - Thornwell (afl., The Voice of Reason, 1995)
- Shao Nu xiao yu (1995) - Mario Moretti
- To Sir, with Love II (Televisiefilm, 1996) - Horace Weaver
- Poltergeist: The Legacy Televisieserie - William Sloan (7 afl., 1997)
- Something Sweet (2000) - Harrison
- For Earth Below (2002) - Dr. Wayne
- Design (2002) - Peter Mallow
- Prison Break Televisieserie - President Richard Mills (afl., Riots, Drills and the Devil: Part 1, 2005|Tonight, 2006)
- Murder in My House (Televisiefilm, 2006) - Stan Douglas
- Grey's Anatomy Televisieserie - Barry Patmore (afl., Here Comes the Flood, 2008)
- Criminal Minds Televisieserie - Lee Mullens (afl., Remembrance of Things Past, 2010)
- The Defenders Televisieserie - Carmine (afl., Nevada v. Donnie the Numbers Guy, 2011)
- Cicero in Winter (Korte film, 2012) - Charlie
- Boss Televisieserie - Gerald 'Babe' McGantry (11 afl., 2011-2012)
- One Small Hitch (2013) - Max Shiffman
- NCIS: Los Angeles (2017) - Garisson (seizoen 8, aflevering 9: "Glasnost")

- Biblioteca Nacional de España: XX1604287
- Bibliothèque nationale de France: cb142340448 (data)
- Gemeinsame Normdatei: 1146972032
- International Standard Name Identifier: 0000 0000 7825 4829
- Library of Congress Control Number: n86025086
- SNAC: w6230d81
- Virtual International Authority File: 229338124
- WorldCat: E39PBJvt9DFy9xjYmWGb3hWVYP